# إيفان كولونا
إيفان كولونا (7 أبريل 1960 - 21 مارس 2022)، هو زعيم ومناضل من أجل استقلال كورسيكا عن فرنسا.

## وفاته
توفي يوم الإثنين 21 مارس 2022 في سجن أرل حيث كان يقضي عقوبة بالسجن المؤبد. وكان قد تعرض في الثاني من شهر مارس/آذار 2022 إلى إعتداء بالعنف من طرف أحد السجناء مما تسبب في دخوله في حالة غيبوبة لعدة أسابيع.